# Jezioro Ciechomickie
Jezioro Ciechomickie – jezioro w woj. mazowieckim, w powiecie płockim, w gminie Łąck, leżące na terenie Kotliny Płockiej, na wschód od miejscowości Łąck.

## Charakterystyka
Jest to zbiornik rynnowy. Z uwagi na małą głębokość jest to zbiornik polimiktyczny.
Brzegi akwenu są niskie, z piaszczystymi plażami. Od południowego wschodu i wschodu wysokopienne lasy mieszane o bogatym poszyciu. Od północy poprzez strugę łączy się z jeziorem Górskim. Okresowy odpływ nazywany Wielką Strugą odprowadza wody do Wisły, w miesiącach letnich wysycha. Na jeziorze zgodnie z rozporządzeniem rady powiatowej w Płocku od 2012 roku nie wolno używać "jednostek pływających wyposażonych w silniki o napędzie spalinowym".

## Morfometria
Według danych Instytutu Rybactwa Śródlądowego powierzchnia zwierciadła wody jeziora wynosi 47,1 ha. Średnia głębokość zbiornika wodnego to 4,8 m, a maksymalna – 8,2 m. Objętość jeziora wynosi 2201,3 tys. m³. Maksymalna długość jeziora to 1835 m, a szerokość 335 m. Długość linii brzegowej wynosi 4917 m. Lustro wody znajduje się na wysokości 76 m n.p.m.